# Moulismes
Moulismes és un municipi francès situat al departament de la Viena i a la regió de la Nova Aquitània. L'any 2007 tenia 408 habitants.

## Demografia

### Població
El 2007 la població de fet de Moulismes era de 408 persones. Hi havia 168 famílies de les quals 44 eren unipersonals (28 homes vivint sols i 16 dones vivint soles), 60 parelles sense fills, 56 parelles amb fills i 8 famílies monoparentals amb fills.
La població ha evolucionat segons el següent gràfic:
Habitants censats

### Habitatges
El 2007 hi havia 252 habitatges, 170 eren l'habitatge principal de la família, 45 eren segones residències i 37 estaven desocupats. Tots els 250 habitatges eren cases. Dels 170 habitatges principals, 144 estaven ocupats pels seus propietaris, 24 estaven llogats i ocupats pels llogaters i 2 estaven cedits a títol gratuït; 1 tenia una cambra, 10 en tenien dues, 28 en tenien tres, 51 en tenien quatre i 81 en tenien cinc o més. 118 habitatges disposaven pel capbaix d'una plaça de pàrquing. A 63 habitatges hi havia un automòbil i a 88 n'hi havia dos o més.

### Piràmide de població
La piràmide de població per edats i sexe el 2009 era:
| Homes | Edats   | Dones |
| ----- | ------- | ----- |
| 0     | 95 o +  | 0     |
| 0     | 90 a 94 | 4     |
| 4     | 85 a 89 | 8     |
| 8     | 80 a 84 | 0     |
| 8     | 75 a 79 | 12    |
| 16    | 70 a 74 | 12    |
| 12    | 65 a 69 | 16    |
| 8     | 60 a 64 | 12    |
| 4     | 55 a 59 | 0     |
| 12    | 50 a 54 | 16    |
| 12    | 45 a 49 | 20    |
| 24    | 40 a 44 | 16    |
| 12    | 35 a 39 | 8     |
| 12    | 30 a 34 | 8     |
| 4     | 25 a 29 | 24    |
| 0     | 20 a 24 | 4     |
| 20    | 15 a 19 | 12    |
| 16    | 10 a 14 | 8     |
| 16    | 5 a 9   | 0     |
| 0     | 0 a 4   | 16    |

## Economia
El 2007 la població en edat de treballar era de 248 persones, 200 eren actives i 48 eren inactives. De les 200 persones actives 184 estaven ocupades (107 homes i 77 dones) i 16 estaven aturades (5 homes i 11 dones). De les 48 persones inactives 24 estaven jubilades, 13 estaven estudiant i 11 estaven classificades com a «altres inactius».

### Ingressos
El 2009 a Moulismes hi havia 174 unitats fiscals que integraven 396 persones, la mediana anual d'ingressos fiscals per persona era de 15.927 €.

### Activitats econòmiques
Dels 14 establiments que hi havia el 2007, 1 era d'una empresa alimentària, 1 d'una empresa de fabricació de material elèctric, 2 d'empreses de construcció, 5 d'empreses de comerç i reparació d'automòbils, 1 d'una empresa de transport, 3 d'empreses d'hostatgeria i restauració i 1 d'una empresa immobiliària.
Dels 7 establiments de servei als particulars que hi havia el 2009, 1 era una oficina de correu, 2 tallers de reparació d'automòbils i de material agrícola, 1 lampisteria, 1 electricista i 2 restaurants.
Dels 2 establiments comercials que hi havia el 2009, 1 era una botiga de menys de 120 m² i 1 una fleca.
L'any 2000 a Moulismes hi havia 23 explotacions agrícoles que ocupaven un total de 1.887 hectàrees.

## Equipaments sanitaris i escolars
El 2009 hi havia una escola elemental.

## Poblacions més properes
El següent diagrama mostra les poblacions més properes.